# Megastylus impressor
Megastylus impressor är en stekelart som beskrevs av Schiodte 1838. Megastylus impressor ingår i släktet Megastylus och familjen brokparasitsteklar. Arten är reproducerande i Sverige. Inga underarter finns listade i Catalogue of Life.